# ジャネット・L・カヴァンディ
ジャネット・リン・カヴァンディ（Janet Lynn Kavandi、1959年7月17日 - ）は、ミズーリ州カーシッジ出身のアメリカ合衆国の科学者であり、アメリカ航空宇宙局（NASA）の宇宙飛行士である。スペースシャトル計画において、3度の宇宙飛行ミッションを経験した。

## 教育
カヴァンディは、1977年にカーシッジ高校を首席で卒業した。その後、1980年にミズーリ南州立大学で化学の学士号を、1982年にミズーリ科学技術大学で修士号を、そして1990年にワシントン大学で博士号をそれぞれ取得した。

## 経歴

### 化学者としてのキャリア
カヴァンディは、1980年にボーイング社に入社し、防衛プロジェクトに携わった。この時期に、宇宙船用のエネルギー貯蔵装置の開発に従事した。

### NASAでのキャリア
カヴァンディは、1994年12月にNASAの宇宙飛行士候補に選抜され、1995年3月よりジョンソン宇宙センターで訓練を開始した。1年間の基礎訓練を修了後、国際宇宙ステーション（ISS）のペイロード統合を支援する業務に就いた。
彼女の初の宇宙飛行は、1998年6月2日から12日にかけて実施されたSTS-91ミッションであった。これはスペースシャトルとミール宇宙ステーションとの9度目にして最後のドッキングミッションであり、カヴァンディはミッションスペシャリストとして参加した。帰還後は、NASAの管制塔で交信担当官（CapCom）を務めた。
2度目のミッションは、2000年2月11日から22日にかけて実施されたSTS-99ミッションであった。このミッションでは、地球表面から4,700万マイル離れたデータの収集を行い、高解像度の3次元地形図作成に貢献した。
その後、カヴァンディはISSとスペースシャトル両方のロボットマニピュレータの操作訓練を受けた。彼女の3度目となる直近のミッションは、2001年7月12日から24日にかけて実施されたSTS-104ミッションである。このミッションでは、乗組員がジョイントエアロック「クエスト」を取り付け、第2次長期滞在の乗組員と共同作業を行った。カヴァンディはソニー・カーター訓練施設にある無重量環境訓練施設で宇宙遊泳の訓練を受けていたが、STS-104ミッションではその機会はなかった。
最後のミッションの後、カヴァンディはISSのハードウェアおよびソフトウェアの開発、ISS乗組員の訓練、作業、安全、居住性に関する責任ある役職に就いた。2016年3月14日から2019年9月30日までは、NASAグレン研究センターの所長を務めた。2019年9月9日、NASAからの退職を発表し、その後シエラ・ネヴァダ・コーポレーションに入社した。
カヴァンディは、2019年に宇宙飛行士殿堂入りを果たしている。